# Raffaele Grassi
Raffaele Grassi (Portomaggiore, 2 febbraio 1960) è un poliziotto e prefetto italiano, dal 3 luglio 2023 Vice Direttore Generale della Pubblica Sicurezza e Direttore Centrale della Polizia Criminale.

## Biografia
Si è laureato in giurisprudenza presso l'Università degli Studi di Ferrara. Nel 1986 inizia a lavorare nel settore privato (ramo bancario) e nel 1988 entra nel ruolo dei Commissario di polizia.
Inizialmente svolge il ruolo di Capo della Squadra Mobile di Ravenna, e nel 1993 diventa Funzionario del servizio centrale operativo (SCO) del dipartimento della pubblica sicurezza. In questo periodo della sua carriera coordina attività investigative di contrasto alle articolazioni mafiose italiane e straniere, le più importanti finalizzate alla cattura di importanti latitanti. In tale ruolo ha stretto rapporti di collaborazione con organismi stranieri, come l'FBI, che hanno portato a indagini nei confronti di associazioni mafiose italo-americaneSportello Scuola e Università della Commissione Parlamentare Antimafia. Alcune operazioni che ha condotto sono l'Operazione Old Bridge, l'Operazione Paesan Blues e l'Operazione New Bridge.
Dal 2015 al 2019, invece, è stato Questore della Provincia di Reggio Calabria, continuando a svolgere, tra le altre attività di autorità di Pubblica Sicurezza, un'azione di contrasto alle azioni mafiose. Dal 2019 al 2021 ha svolto le funzioni di Prefetto della provincia di Foggia, continuando nel suo contrasto alla mafia. Durante questo incarico sono state emesse interdittive antimafia nei confronti di imprese operanti in diversi settori. Inoltre, sono stati promossi gli scioglimenti per infiltrazioni mafiose dei Comuni di FoggiaIl prefetto di Foggia avvia lo scioglimento del Consiglio comunale di Foggia | Ministero dell‘Interno, di Manfredonia e CerignolaCerignola, sciolto per infiltrazioni mafiose il consiglio comunale: è il secondo nel Foggiano nell'ultimo anno - Il Fatto Quotidiano. Dal Maggio 2021 al Giugno 2023, infine, ha svolto le funzioni di Prefetto della provincia di Padova  Cambio al vertice in Prefettura a Padova, Grassi: «Lascio una città sicura, ma attenzione a droga e mafia».
Nel Consiglio dei Ministri del 27 giugno 2023 è stato nominato, su proposta del Ministro dell'interno Matteo Piantedosi, Vice Direttore Generale della Pubblica Sicurezza - Direttore Centrale della Polizia Criminale.
In qualità di Vice Direttore Generale della P.S. presiede l'Organismo permanente di supporto al Centro di coordinamento delle attività di monitoraggio, analisi e scambio permanente di informazioni sul fenomeno degli atti intimidatori nei confronti dei giornalisti. È al vertice di organismi tecnici interforze, co-driver del progetto I-CAN (Interpol/Italy Cooperation Against ‘Ndrangheta), presidente dell'Osservatorio contro gli atti di Discriminazione - OSCAD e presidente del Comitato Interministeriale del programma per l'attuazione dei regolamenti UE dell'interoperabilità.
È stato, inoltre, coordinatore e docente dei corsi di "tecnica delle investigazioni" presso la Scuola Superiore di Polizia per la formazione dei Commissari della Polizia di Stato.

## Riconoscimenti
Per l'azione antimafia svolta in carriera gli sono stati attribuiti:
- Premio Rosario Livatino (conferito nel settembre 2016) [9]
- Premio San Giorgio d'oro (conferito nell'aprile 2019 dal comune di Reggio Calabria)[10]
- Premio Nazionale Paolo Borsellino (conferito nell'ottobre 2021 in occasione del XXV anniversario) [11]
- Cittadinanza onoraria del comune di Cittanova in Provincia di Reggio Calabria